# トロントFC
トロント・フットボール・クラブ（英語: Toronto Football Club）は、カナダのトロントをホームタウンとする、アメリカ合衆国およびカナダのプロサッカーリーグ（メジャーリーグサッカー）に加盟するプロサッカークラブ。2006年に発足。2007年よりメジャーリーグサッカーに新規参入。アメリカ国外のチームとして初めて越境参加するクラブとなった。
チーム最初の公式戦は、2007年4月7日にロサンゼルスのホーム・デポ・センターで開催されたクラブ・デポルティボ・チーヴァス・USA戦であり、結果は0-2で負けている。BMOフィールドでの初のホームゲームは、2007年4月28日に行われたカンザスシティ・ウィザーズ戦で、試合は0-1で敗北した。

## 歴史
2006年5月11日、オーナーであるメープルリーフ・スポーツ&エンタテーメント社（MLSE）によってクラブ名が公式に発表された。トロントFCの「FC」は「Football Club」を意味する。

### 2016年 初のMLSカップ進出
2016年は東カンファレンスを3位で終え、2年連続のプレーオフ進出を決めた。プレーオフ初戦でフィラデルフィア・ユニオンを3-1で下し、プレーオフ初勝利をあげると、準決勝と決勝でニューヨーク・シティFCとCFモントリオールを7-0, 7-5 (2試合の合計点) で破り初めてのMLSカップ進出を決めた。ファイナルではホームでシアトル・サウンダーズFCと対戦し、0-0(PK5-4) で敗れ、初優勝を逃した。

### 2017年 歴代記録更新、そして初優勝
2017年は、6連勝と11試合無敗などで、シーズン途中でカンファレンス首位になった。第32節のニューヨーク・レッドブルズ戦で4-2で勝利し、シーズン最多勝ち点が確定、サポーターズシールドを獲得した。次節のCFモントリオール戦で1-0で勝利し、歴代最多勝ち点の68に並んだ。最終節のアトランタ・ユナイテッドFC戦で2-2で引き分け、勝ち点1を獲得した。これによって、メジャーリーグサッカー史上最多勝ち点となる69となった。
3年連続となったプレーオフでは、カンファレンス準決勝からの試合となった。ニューヨーク・レッドブルズ戦では第一戦は2-1で勝利したが、第2戦は0-1で敗れた。二戦合計で2-2となりアウェーゴールで決勝進出を決めた。決勝ではコロンバス・クルーを1勝1分けの1-0で破り2年連続のMLSカップ進出を決めた。相手は2年連続のシアトル・サウンダーズFCとなったが、2-0で勝ち、初優勝を決めた。

## ホームスタジアム

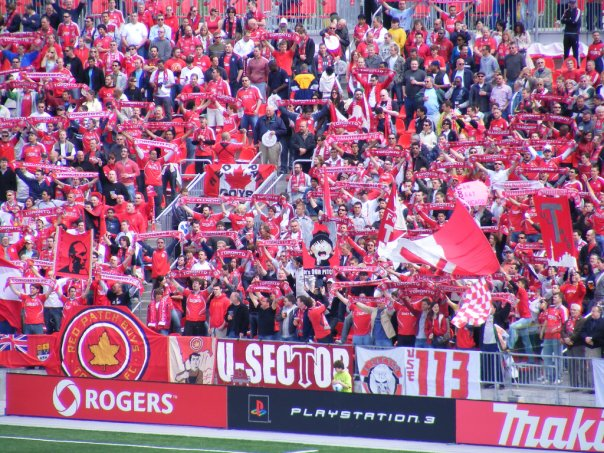
トロントFCの公式戦を祝うファン

トロントFCがホームスタジアムとするBMOフィールドはトロントのエキシビション・プレイス内にあり、この新スタジアムは2007年、シーズン公式戦が始まる前に完成した。スタジアムはトロント市が所有、MLSEが運営している。2007年に開催された2007 FIFA U-20ワールドカップの公式スタジアムとしても建設され、メイン会場として使われた。スタジアムの収容人数は2万500人でカナダ国内のサッカー専用スタジアムでは最大規模。
2006年9月20日、MLSのWebサイトにて、BMOフィナンシャル・グループ（モントリオール銀行）がスタジアムの命名権を買い取ったことが公式に発表された。

## 獲得タイトル
- MLS：1回
  - 2017

- サポーターズ・シールド：1回
  - 2017

- カナダ選手権：8回
  - 2009, 2010, 2011, 2012, 2016, 2017, 2018, 2020

## 過去の成績
| 年   | ディビジョン | ディビジョン | ディビジョン | ディビジョン | ディビジョン | ディビジョン | ディビジョン | ポジション | ポジション | プレーオフ           | カナディアン チャンピオンシップ |
| 年   | 試           | 勝           | 分           | 敗           | 得           | 失           | 点           | レギュラー | 全体       | プレーオフ           | カナディアン チャンピオンシップ |
| ---- | ------------ | ------------ | ------------ | ------------ | ------------ | ------------ | ------------ | ---------- | ---------- | -------------------- | ------------------------------- |
| 2007 | 30           | 6            | 17           | 7            | 25           | 49           | 25           | 東7位      | 13位       | -                    |                                 |
| 2008 | 30           | 9            | 13           | 8            | 34           | 43           | 35           | 東7位      | 12位       | -                    | 準優勝                          |
| 2009 | 30           | 10           | 11           | 9            | 37           | 46           | 39           | 東5位      | 12位       | -                    | 優勝                            |
| 2010 | 30           | 9            | 13           | 8            | 33           | 41           | 35           | 東5位      | 11位       | -                    | 優勝                            |
| 2011 | 34           | 6            | 13           | 15           | 36           | 59           | 33           | 東8位      | 16位       | -                    | 優勝                            |
| 2012 | 34           | 5            | 21           | 8            | 36           | 62           | 23           | 東10位     | 19位       | -                    | 優勝                            |
| 2013 | 34           | 6            | 17           | 11           | 30           | 47           | 29           | 東9位      | 17位       | -                    | 準決勝敗退                      |
| 2014 | 34           | 11           | 15           | 8            | 44           | 54           | 41           | 東7位      | 13位       | -                    | 準優勝                          |
| 2015 | 34           | 15           | 15           | 4            | 58           | 58           | 49           | 東6位      | 12位       | ノックアウトラウンド | 準決勝敗退                      |
| 2016 | 34           | 14           | 9            | 11           | 51           | 39           | 53           | 東3位      | 5位        | 準優勝               | 優勝                            |
| 2017 | 34           | 20           | 5            | 9            | 74           | 37           | 69           | 東1位      | 1位        | 優勝                 | 優勝                            |
| 2018 | 34           | 10           | 18           | 6            | 59           | 64           | 36           | 東9位      | 19位       | -                    | 優勝                            |
| 2019 | 34           | 13           | 10           | 11           | 57           | 52           | 50           | 東4位      | 9位        | 準優勝               | 準優勝                          |
| 2020 | 23           | 13           | 5            | 5            | 33           | 26           | 44           | 東2位      | 2位        | 1回戦敗退            | 優勝                            |
| 2021 | 34           | 6            | 18           | 10           | 39           | 66           | 28           | 東13位     | 26位       | -                    | 準優勝                          |
| 2022 | 34           | 9            | 18           | 7            | 49           | 66           | 34           | 東13位     | 27位       | -                    | 準優勝                          |
| 2023 | 34           | 4            | 20           | 10           | 26           | 59           | 22           | 東15位     | 29位       | -                    | 準々決勝敗退                    |
| 2024 | 34           | 11           | 19           | 4            | 40           | 61           | 37           | 東11位     | 22位       | -                    | 準優勝                          |

## 平均観客動員
| 年   | レギュラーシーズン | プレーオフ |
| ---- | ------------------ | ---------- |
| 2007 | 20,134             | -          |
| 2008 | 20,108             | -          |
| 2009 | 20,344             | -          |
| 2010 | 20,453             | -          |
| 2011 | 20,267             | -          |
| 2012 | 18,681             | -          |
| 2013 | 18,131             | -          |
| 2014 | 22,086             | -          |
| 2015 | 23,451             |            |
| 2016 | 26,583             |            |
| 2017 | 27,647             |            |
| 2018 | 26,628             | -          |
| 2019 | 25,048             |            |
| 2020 | 13,783             |            |
| 2021 | 8,422              | -          |
| 2022 | 25,423             | -          |
| 2023 | 25,310             | -          |
| 2024 | 25,681             | -          |

## 現所属メンバー
2023年1月26日現在
注：選手の国籍表記はFIFAの定めた代表資格ルールに基づく。
| No. | Pos. |                      | 選手名                           |
| --- | ---- | -------------------- | -------------------------------- |
| 1   | GK   | トリニダード・トバゴ | グレッグ・ランジティン           |
| 2   | DF   | アメリカ合衆国       | マット・ヘッジス                 |
| 4   | MF   | アメリカ合衆国       | マイケル・ブラッドリー           |
| 5   | DF   | カナダ               | ルーカス・マクノートン           |
| 7   | DF   | カナダ               | ジャーキール・マーシャル＝ラティ |
| 8   | MF   | スペイン             | ビクトル・バスケス               |
| 9   | FW   | スペイン             | ヘスス・ヒメネス                 |
| 10  | FW   | イタリア             | フェデリコ・ベルナルデスキ (DP)  |
| 11  | FW   | カナダ               | ジェイデン・ネルソン             |
| 12  | DF   | カナダ               | カディン・チョン                 |
| 14  | MF   | カナダ               | マーク＝アンソニー・ケイ         |
| 20  | FW   | アメリカ合衆国       | アヨ・アキノラ                   |
| 21  | MF   | カナダ               | ジョナサン・オソリオ             |

| No. | Pos. |                      | 選手名                        |
| --- | ---- | -------------------- | ----------------------------- |
| 22  | DF   | カナダ               | リッチー・ラリア              |
| 24  | FW   | イタリア             | ロレンツォ・インシーニェ (DP) |
| 26  | DF   | トリニダード・トバゴ | ルーク・シン                  |
| 27  | DF   | アメリカ合衆国       | シェーン・オニール            |
| 29  | FW   | カナダ               | デアンドレ・カー              |
| 30  | GK   | エルサルバドル       | トーマス・ロメロ              |
| 47  | MF   | カナダ               | コージー・トンプソン          |
| 77  | FW   | カナダ               | ジョーダン・ペルッツァ        |
| 81  | MF   | カナダ               | テミ・アントノグルー          |
| 83  | FW   | カナダ               | ユーゴ・ムボング              |
| 99  | FW   | ノルウェー           | アダマ・ディオマンデ          |
| --  | GK   | アメリカ合衆国       | ショーン・ジョンソン          |
| --  | DF   | イタリア             | ラウール・ペトレッタ          |

※DPは特別指定選手を示す。

## 歴代監督
- モー・ジョンストン（英語版） 2006.8-2008.2
- ジョン・カーバー（英語版） 2008.2-2009.4
- クリス・カミンズ（英語版） 2009.4-2009.10
- プレーキ 2009.11-2010.9
- ニック・ダソビッチ（英語版） 2010.9-2011.1
- アーロン・ヴィンター 2011.1-2012.6
- ポール・マリナー 2012.7-2013.1
- ライアン・ネルセン 2013.1-2014.8
- グレッグ・ヴァニー（英語版） 2014.8-2020.12
- クリス・アーマス（英語版） 2021.1-2021.7
- ハビエル・ペレス（英語版） 2021.7-2021.11
- ボブ・ブラッドリー 2021.11-2023.6
- テリー・ダンフィールド 2023.6-2023.10
- ジョン・ハードマン 2023.10-2024.11
- ロビン・フレイザー 2025.1-

## 歴代所属選手

### GK
- ジュリオ・セーザル 2014

### DF
- マーベル・ウイン 2007-2010
- アシュトン・モーガン 2011-2019
- ダミアン・ペルキ 2015-2016
- メヘルダッド・ベイタシュール 2016-2017
- ジェイソン・ヘルナンデス 2017-2018
- グレゴリー・ファン・デル・ヴィール 2018-2019
- ドメニコ・クリッシト 2022

### MF
- アマド・ゲバラ 2008-2009
- ローワン・リケッツ 2008-2009
- ローラン・ロベール 2008
- ジュリアン・デ・グズマン 2009-2012
- ドウェイン・デ・ロサリオ 2009-2011, 2014
- トルステン・フリンクス 2011-2013
- マイケル・ブラッドリー 2014-
- ベノワ・シェイル 2015-2017
- ビクトル・バスケス 2017-2018
- アレハンドロ・ポスエロ 2019-2022

### FW
- ミスタ 2010
- 中島ファラン一生 2014
- ジャーメイン・デフォー 2014-2015
- セバスティアン・ジョヴィンコ 2015-2019
- ジョジー・アルティドール 2015-2021
- 遠藤翼 2016-2017, 2019-2021